# Jahangirpur
Jahangirpur è una suddivisione dell'India, classificata come nagar panchayat, di 9.522 abitanti, situata nel distretto di Gautam Buddha Nagar, nello stato federato dell'Uttar Pradesh. 